# Cucurbitacina delta23-reduttasi
La cucurbitacina DELTA23-reduttasi è un enzima appartenente alla classe delle ossidoreduttasi, che catalizza la seguente reazione:
23,24-diidrocucurbitacina + NAD(P)+ ⇄ cucurbitacina + NAD(P)H + H+
L'enzima richiede Mn2+. Il Fe2+ o lo Zn2+ possono rimpiazzare il Mn2+ in un ampio raggio di substrati.